# Antagonistmetoden
Antagonistmetoden är en träningsmetod som kan användas vid styrketräning. Metoden har fått sitt namn från ordet antagonist (motståndare) och bygger på att alltid alternera två motsatsmuskler att utföra en övning som låter den utmattade muskeln slappna av totalt. 